# Catedral de San Ramón Nonato (Joliet)
La Catedral de San Ramón Nonato  (en inglés: Cathedral of St. Raymond Nonnatus) es una catedral católica en Joliet, Illinois, Estados Unidos. Es el asiento y una parroquia de la diócesis de Joliet en Illinois.
A medida que la ciudad de Joliet creció en el siglo XX el arzobispo George Mundelein de Chicago estableció la parroquia St. Raymond, el 28 de junio de 1917.  Al día siguiente el Rev. Francis Scanlan, que era un pastor asistente en la parroquia de la Santa Cruz en Chicago, fue asignado como primer párroco de San Ramón. Inicialmente, se celebró la misa de la parroquia en la Casa Madre de las Hermanas de San Francisco de María Inmaculada en Plainfield Road. El padre Scanlan residía en la casa parroquial de la iglesia de St. Patrick en Joliet.
Un terreno estuvo listo para una nueva iglesia en noviembre de 1917 y la primera misa se celebró el 8 de diciembre de 1918.
La diócesis de Joliet fue establecida por el Papa Pío XII el 11 de diciembre de 1948. St. Raymond fue elegida para ser la catedral de la diócesis. Se decidió que la iglesia no era adecuado para las funciones de catedral, así que se hicieron planes para una nueva iglesia catedral. La construcción comenzó en 1952 y la actual catedral fue terminada en 1955.

## Véase también

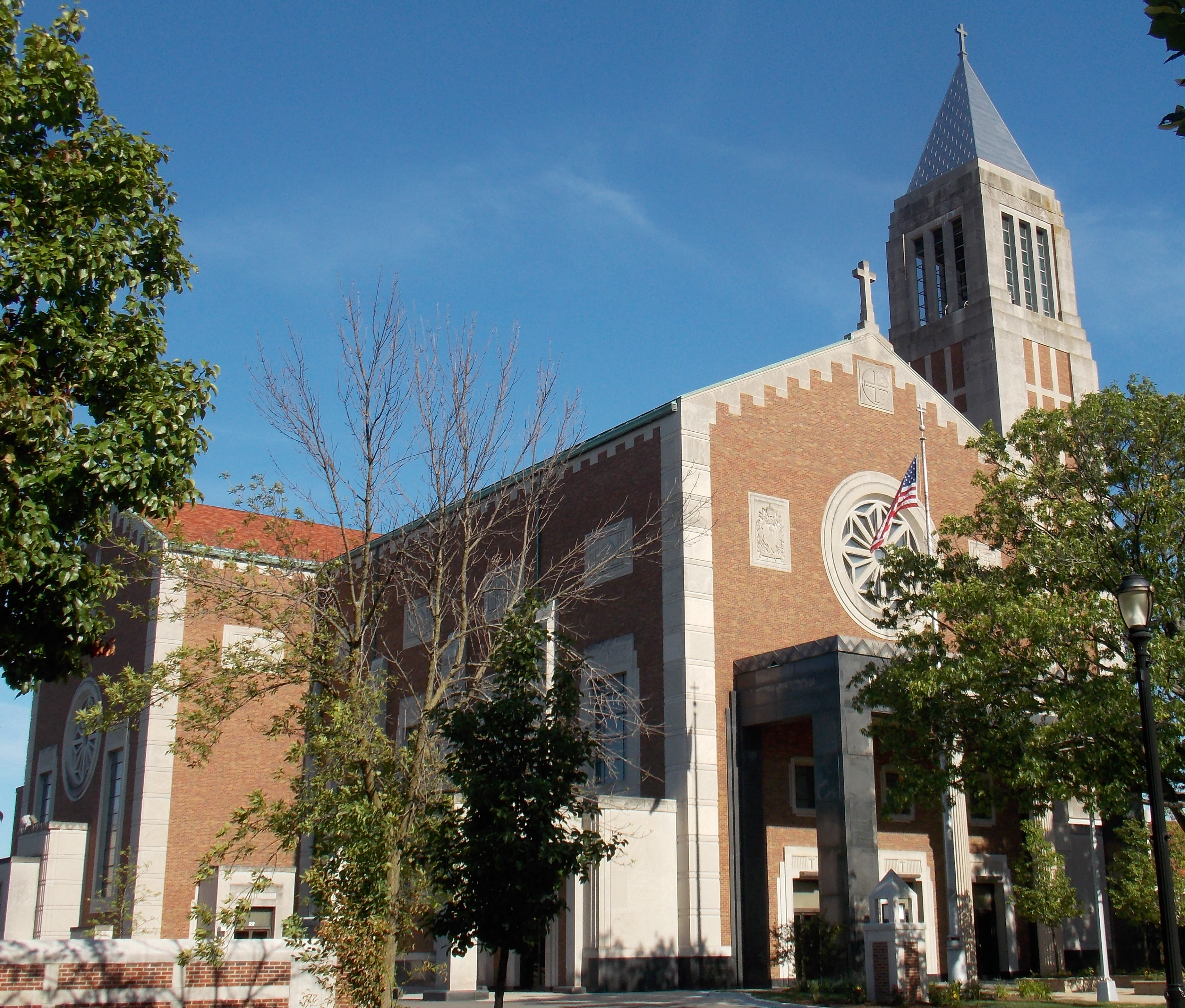
Otra vista del templo